# Ескадрені міноносці типу «Муцукі»
Ескадрені міноносці типу «Муцукі» (яп. 睦月型駆逐艦, Mutsukigata kuchikukan) — ескадрені міноносці Імперського флоту Японії кінця 1920-х років, які взяли участь у Другій світовій війні..

## Конструкція
Ескадрені міноносці типу «Муцукі» будувались за програмою 1923 року. Це був покращений варіант есмінців типу «Камікадзе». Водотоннажність та довжина були трохи збільшені, але силова установка залишилась без змін (лише на есмінцях «Нагацукі» та «Яйой» встановили турбіни французької розробки). На випробуваннях корабель розвинув потужність у 40 787 к.с. і швидкість 36,5 вузлів. При повній водотоннажності швидкість падала до 33 вузлів.
Озброєння складалось з 4-x 120-мм/45 гармат «Тип 3» та 2-x 7,7-мм кулеметів «Тип 92». Також на кораблях були встановлені два тритрубні 610-мм торпедні апарати. Торпеди значно переважали зарубіжні аналоги. Бойова частина мала масу 300 кг. Торпеди могли пройти 18 км на швидкості 27 вузлів або 10 км на швидкості 37 вузлів.
Також на кораблях було загороджувальне та тральне обладнання.
У 1935-1936 половину есмінців («Сацукі», «Мікадзукі», «Фумідзукі», «Нагацукі», «Кікудзукі» та «Мікадзукі») модернізували. На них укріпили корпуси, встановили козирки на димові труби та захисні щитки на торпедні апарати.
У 1941-1942 роках їх  переобладнали у швидкісні транспорти, а озброєння було зменшене до двох 120-ии гармат і десяти 25-мм зенітних автоматів. Торпедні апарати, загороджувальне та мінне обладнання зняли, натомість встановили по 4 бомбомети і 36 глибинних бомб. При цьому водотоннажність зросла до 1590/1913 т, а максимальна швидкість впала до 34 вузлів. 
Влітку 1944 року на вцілілих кораблях зенітне озброєння збільшили до десяти 25-мм зенітних автоматів і п'яти 13-мм кулеметів.   

## Представники
| Назва     | Верф                        | Закладений             | Спущений на воду     | Вступив у стрій        | Доля                                                                        |
| --------- | --------------------------- | ---------------------- | -------------------- | ---------------------- | --------------------------------------------------------------------------- |
| Муцукі    | Верф ВМФ у Сасебо           | 21 травня 1924 року    | 23 липня 1925 року   | 25 березня 1926 року   | Потоплений авіацією 25 серпня 1942 року                                     |
| Кісарагі  | Верф ВМФ у Майдзуру         | 3 червня 1924 року     | 5 червня 1925 року   | 21 грудня 1925 року    | Потоплений 11 грудня 1941 року у ході битви за острів Вейк                  |
| Яйой      | Верф «Uraga Dock»           | 11 січня 1924 року     | 11 липня 1925 року   | 28 серпня 1926 року    | Потоплений авіацією 11 вересня 1942 року                                    |
| Удзукі    | Верф «Ishikawajima» в Токіо | 11 січня 1924 року     | 15 жовтня 1925 року  | 14 вересня 1926 року   | Потоплений 11 грудня 1944 року в затоці Ормок                               |
| Сацукі    | Верф «Фуджінагата» в Осаці  | 1 грудня 1924 року     | 25 березня 1925 року | 15 листопада 1925 року | Потоплений 21 вересня 1944 року в Манілі                                    |
| Мінадзукі | Верф «Uraga Dock»           | 24 березня 1925 року   | 25 травня 1926 року  | 22 березня 1927 року   | Потоплений 6 червня 1944 року підводним човном «Хардер» біля острова Борнео |
| Фумідзукі | Верф «Фуджінагата» в Осаці  | 20 жовтня 1924 року    | 16 лютого 1926 року  | 3 липня 1926 року      | Потоплений авіацією 18 лютого 1944 року                                     |
| Нагацукі  | Верф «Ishikawajima» в Токіо | 16 квітня 1926 року    | 6 жовтня 1926 року   | 30 квітня 1927 року    | Потоплений 6 липня 1943 року в бою у затоці Кула                            |
| Кікудзукі | Верф ВМФ в Майдзуру         | 15 червня 1925 року    | 15 травня 1926 року  | 20 листопада 1926 року | Потоплений 5 травня 1942 року біля Тулагі                                   |
| Мікадзукі | Верф ВМФ в Сасебо           | 21 серпня 1925 року    | 12 липня 1926 року   | 5 травня 1927 року     | Потоплений авіацією 28 липня 1943 року біля Нової Британії                  |
| Мотідзукі | Верф «Uraga Dock»           | 23 березня 1926 року   | 28 квітня 1927 року  | 31 жовтня 1927 року    | Потоплений авіацією 24 жовтня 1943 року                                     |
| Юдзукі    | Верф «Uraga Dock»           | 27 листопада 1926 року | 4 березня 192 року   | 25 липня 1927 року     | Потоплений авіацією 23 грудня 1944 року                                     |